# José de Jesús Reyes Blas
José de Jesús Reyes Blas es un futbolista mexicano que jugaba de defensa. Fue parte del plantel Campeón de la Copa Mundial de Fútbol Sub-17 de 2005. Fue puesto en la lista de transferibles por el Atlas de Guadalajara en 2009, por lo que pasó a los Loros de la Universidad de Colima junto con Eduardo García de León y Alfredo Sánchez Cruz.

## Clubs
- Atlas de Guadalajara (2008 - 2009)
- Loros de la Universidad de Colima (2010)

- Datos: Q5946260